# Zanesville, Ohio
Zanesville är en stad (city) i Muskingum County i delstaten Ohio i USA. Staden hade 24 765 invånare, på en yta av 31,41 km² (2020). Zanesville är administrativ huvudort (county seat) i Muskingum County.